# 사산화 오스뮴

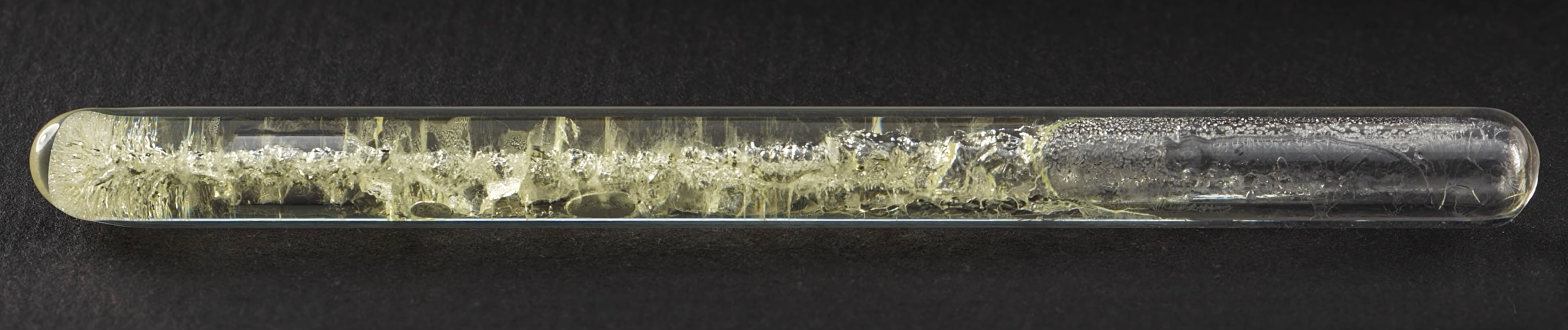
사산화 오스뮴

사산화 오스뮴은 OsO4의 화학식을 가지는 화합물이다. 이 물질은 다양한 쓰임새를 가지고 있으며 화학적으로도 특이한 성질들을 가지고 있는데 대표적으로 고체상태에서 휘발성을 가진다.

## 물리적 특성
사산화오스뮴은 대개 독특한 염소 냄새와 유사한 냄새를 가지는 옅은 황갈색의 결정성 고체로써 존재한다. 사실 오스뮴이라는 원소명은 그리스어로 냄새를 의미하는 osme라는 단어로부터 유래되었다. OsO4는 휘발성이다. 이 물질은 다양한 유기 용매에 녹을 수 있으며 물에도 약간 녹아 오스뮴산을 형성한다. 순수한 사산화 오스뮴은 거의 무색인것으로 간주되며 산화 오스뮴(IV)이 검은색을 띔에도 그 특유의 노란 빛깔은 황색의 이산화 오스뮴OsO2에 의한 것으로 알려져 있다.(즉, 이는 사실이 아닐 가능성을 내포한다.)

## 구조 및 전자 구성
OsO4에 포함된 오스뮴은 +8가 상태를 가지며 이는 전이금속이 가질 수 있는 가장 높은 산화 상태에 해당한다. 오스뮴 원자는 8개의 외곽 전자를 가진다. 만일 각각 2개의 전자가 4개의 산화 리간드로부터 공유되었다면 전체 전자 수는 과망간산염과 크롬산염에서 흔히 나타나는 16개가 된다.
이 화합물에서 오스뮴의 높은 산화상태는 주 조직과 전이금속의 화학적 성질을 비교함으로써 설명이 가능하다. 3족에서 7족에 존재하는 원소들이 화합물을 형성하는 것처럼 13족에서 17족의 원소들 또한 유사한 화합물들을 형성할 수 있다. 그 예로써 TiCl4 와 GeCl4, VF5 와 AsF5, CrO42− 와 SeO42− 등을 들 수 있다. 이로부터 8족에 속한 원소들이 비활성기체들이 형성하는 것과 유사한 화합물을 형성할 것임을 짐작할 수 있으며 이는 OsO4 이나 XeO4 등의 경우와 같이 명백한 사실이다.

## 합성
Os + 2 O2 → OsO4

## 같이 보기
- 오스뮴